# Сердюк, Валентин Викторович
Валентин Викторович Сердюк (9 июля 1942, Николаев — 24 сентября 2021) — советский и украинский учёный травматологии и ортопедии Одесского национального медицинского университета. Доктор медицинских наук. Заслуженный изобретатель Украины.

## Биография
В 1966 году, после окончания Одесского медицинского института (теперь ОНМедУ), получил диплом врача «с отличием». В 1975 году защитил кандидатскую диссертацию, а в 1986 году — докторскую диссертацию.
- 1966—1970 — общий хирург;
- 1971—1974 — аспирант кафедры травматологии и ортопедии Одесского медицинского института;
- 1974—1987 — ассистент той же кафедры;
- 1987—1990 — доцент той же кафедры;
- 1990 и до настоящего времени — профессор кафедры травматологии и ортопедии ОНМедУ.

## Научная деятельность и изобретения
Профессор Валентин Сердюк разработал новые медицинские инструменты, методы лечения, аппараты, на которые получил 40 патентов и 72 свидетельства на рационализаторские предложения. Он является автором нового направления в хирургическом лечении больных с повреждениями крупных суставов, которые осложнились развитием гнойной хирургии (магнитно-акустическая терапия). В 1982 году получил почетное звание «Заслуженного изобретателя Украинской ССР». В период 1987 до 1989 гг. был награждён одной золотой, двумя серебряными и двумя бронзовыми медалями ВДНХ СССР. В 1993 году был избран академиком Украинской академии оригинальных идей.
Фундаментальные работы В.Сердюка по вертебрологии, посвященные сколиозу привели к открытию механизма его развития и разработки высокоэффективного метода консервативного лечения детей малого возраста и подростков. Эффективность лечения огнестрельных ранений конечностей с гнойными осложнениями, а также трофических язв, в том числе диабетического происхождения, значительно повышается благодаря применению магнитотерапии оригинальными аппаратами.
В 1995 году получил диплом на научное открытие в вертебрологии № НВ 1, выданный Украинской международной академией оригинальных идей. Название открытия: «Зависимость возникновения болезней взрослого человека от деформации хребта в детском возрасте». В 2008 году получил второй диплом на научное открытие в вертебрологии № НВ 5. Название открытия: «Закономерность формирования сколиотической деформации позвоночника на основе нестабильности во всех его отделах, связанной с асимметричной функцией полушарий мозга».

## Публикации
Профессор В. Сердюк является автором и соавтором 248 публикаций, среди них 10 книг:
- «Восстановительная хирургия деструктивных форм костно-суставного туберкулеза и остеомиелита и их последствий», Киев, 2002. − 504 с. (соавтор).
- «Магнитотерапия. Прошлое. Настоящее. Будущее» (справочное пособие), Киев, 2004, − 536 с.
- «Травматология и ортопедия» (учебное пособие для студентов), 2004, — 288 с. (в соавторстве).
- «Современная магнитотерапия (новые технологии и аппараты)», Пермь, 2005. — 179 с. (в соавторстве)
- «Traumatology and orthopedics» (guidance to the practical studies for students), Odessa, 2006. — 248 p. (as coauthor).
- «Асимметрия тела. Сколиоз. Спинальный болевой синдром. Новый взгляд на старую проблему». Донецк, 2010. — 392 с.
- «Scoliosis and spinal pain syndrome. New understanding of their origin and ways of successful treatment», Delhi, India, 2014. — 406 p.
- «Магнитотерапия. Прошлое. Настоящее. Будущее.» Энциклопедия в двух томах. / В. В. Сердюк: [моногр.]. Том 1 — LAP Lambert Academic Publishing. Mauritius/ — 2019, — 602 P.
- «Магнитотерапия. Прошлое. Настоящее. Будущее.» Энциклопедия в двух томах. / В. В. Сердюк: [моногр.]. Том 2 — LAP Lambert Academic Publishing. Mauritius / — 2019, − 455 P.
- «Асимметрия тела. Сколиоз. Спинальный болевой синдром» (издание 3-е, дополненное и переработанное). Одесса, 2020. — 167 с.

Статьи:
- Serdyuk Valentyn Viktorovich http://journalcmpr.com/issues/idiopathic-scoliosis-mechanisms-its-development / Idiopathic scoliosis. mechanisms of its development / Published: Feb 2, 2022
- Serdyuk Valentyn Viktorovich https://medscidiscovery.com/index.php/msd/article/view/627 / Idiopathic scoliosis. Mechanisms of development / Published: Dec 1, 2021
- Сердюк В. Сухин Ю. В. О природе возникновения различных заболеваний человека и их связи с деформациями позвоночника / В. Сухин Ю. Сердюк // Научный вестник Международного гуманитарного университета. Сэр.: Медицина. Фармация. — 2012. — Вып. 3. — С. 4-10.
- Сердюк В. В. О закономерности формирования сколиотической деформации позвоночника / В. Сердюк, Ю. Н. Свинарев // Научный вестник Международного гуманитарного университета. Сэр.: Медицина. Фармация. — 2011. — Вып. 2. — С. 38-56.
- Сердюк В. В. О природе спинального болевого синдрома у ортопедических больных и его комплексном лечении. / В. В. Сердюк. // Винахідник України № 1-2 /2015-2017/ — C. 93-99.
- Serdyuk V.V. New effective nonsurgical treatment of early onset scoliosis (EOS) by restoration of physiologically correct biomechanics of spinal muscles. Report to 37-th SICOT Orthopedic World Congress. 8-10 September 2016, Rome, Italy.
- Cердюк В.В., Сухин Ю. В. Роль асимметрии тела человека в развитии идиопатического сколиоза и заболеваний внутренних органов. Их связь с нарушением биомеханики позвоночника и таза. — Материалы VI міжнародної науково-практичної конференції «Особливості лікування поєднаної травми в особливий період». м. Одеса, 5-6 травня 2016 р
- Сердюк В. В. Спинальный болевой синдром. Причины его развития.- Збірник наукових праць XVII з`їзду ортопедів-травматологів України (5-7 жовтня). К. 2016, с.301-302.
- Сердюк В. В., Сухин Ю. В., Гай Л. А. Нестабильность крестцовых позвлонков — ведущая причина развития люмбаго. /В. В. Сердюк, Ю. В. Сухин, Л. А. Гай // Вісник морської медицини, № 2, 2016, с.142-148.
- Сердюк В. В. О природе спинального болевого синдрома /Украинский журнал боли // В. В. Сердюк В. В.: № 1(5), 2016, с. 43-44.
- Сердюк В. В., Свинарев Ю. Н. О закономерности формирования бокового (сколиотического) искривления позвоночника / В. В. Сердюк, Ю. Н. Свинарев// Винахідник України / 2, 2016, с.109-127.
- Сердюк В. В. О природе возникновения различных заболеваний человека и их связи с деформациями позвоночника/В. В. Сердюк //Винахідник України/ 2, 2016, c. 128—134.
- Сердюк В. В., Сухин Ю. В., Гай Л. А. Сучасні методи викладання медичних дисціплин у вищій школі / В. В. Сердюк, Ю. В. Сухин, Л. А. Гай //Медична освіта /, № 1, 2016, с.15-18.
- Сердюк В. В. Асимметрия тела — ведущая причина развития идиопатического сколиоза / В. В. Сердюк // Матеріали XVII з`їзду ортопедів-травматологів України /5-7 жовтня 2016 р. — с.261.
- Сердюк В. В., Бодня А. И. Спинальный болевой синдром. Причины его развития / В. В. Сердюк, А. И. Бодня // Матеріали XVII з` їзду ортопедів-травматологів України / 5-7 жовтня 2016 р. — с. 301—302.
- Сердюк В. В. Новое в понимании этиологии и патогенеза идиопатического сколиоза / В. В. Сердюк // Вестник морской медицины , № 2, 2016, с. 144—142.
- Сердюк В. В. О природе спинального болевого синдрома у ортопедических больных и его комплексное лечение / В. В. Сердюк //Винахідник України , № 1-2-2015-2017, с.93-99.
- Сердюк В. В. Патент Китая № zl 201280063101/2/ «Child seat device for a child and stroller» / January 11, 2017.
- Сердюк В. В. Патент Кореи № 10-1684475 «Child seat device for a child and stroller» / January, 2, 2017.
- Сердюк В. В., Сухин Ю. В. Роль асимметрии тела в нарушении биомеханики позвоночно-тазового сегмента / В. В. Сердюк, Ю. В. Сухин // 2-й УКРАЇНСЬКИЙ СИМПОЗІУМ З БІОМЕХАНІКИ ОПОРНО-РУХОВОЇ СИСТЕМИ «Актуальні питання сучасної ортопедії та травматології», 17-18 вересня 2015 року, Дніпропетровськ. С.78-79.
- Сердюк В. В., Сухин Ю. В., Бодня А. И. Некоторые аспекты лечения подтаранных вывихов стопы / В. В. Сердюк , Ю. В. Сухин, А. И. Бодня //Матеріали науково-практичної конференції з міжнародною участю «Нові технології в ортопедії та травматології», 26 жовтня 2018 року, Одеса, С.29-30.
- Сердюк В. В. Новое в понимании этиологии и патогенеза идиопатического сколиоза /В. В. Сердюк //Матеріали науково-практичної конференції з міжнародною участю «Нові технології в ортопедії та травматології», 26 жовтня 2018 року, Одеса, С.18-19.
- Serdyuk V.V. Magneto-acoustic therapy (VTH) — effective, alternative to antibiotics method of prophylaxis and treatment of purulent complications of battlefield injuries /V.V.Serdyuk // Матеріали XVIII з`їзду ортопедів-травматологів України, 9-11 жовтня 2019 року, м. Івано-Франківськ, С.31-32.
- Сердюк В. В. «Спосіб хірургічного відновлення функціювання нижніх кінцівок при їх в’ялому паралічі, що стався завдяки пораненням спиного мозку травматичного або запального походження (поліомієліт)». УКРАЇНСЬКА АКАДУМІЯ ОРИГІНАЛЬНИХ ІДЕЙ. Свідоцтво про «НОУ-ХАУ» НХ № 048. Пріоритет від 16 грудня 2018 року. Зареєстровано 17 січня 2010 року.
- Сердюк В. В. «Спосіб хірургічного відновлення опоро спроможності та функціювання нижніх кінцівок при їх спастичному паралічі, що стався як наслідок травмування головного мозку під час народжування дитини (дитячий церебральний параліч)».УКРАЇНСЬКА АКАДЕМІЯ ОРИГІНАЛЬНИХ УДЕЙ. Свідоцтво про «НОУ-ХАУ» НХ № 049. Пріоритет від 16 грудня 2018 року. Зареєстровано 17 січня 2019 року.

## Участие в профессиональных союзах
- Проф. В. Сердюк является действительным членом Всемирной ассоциации травматологов и ортопедов (SICOT).
- Участие в конгрессах SICOT (Лондон—2011; Прага—2011; Объединённые Арабские Эмираты—2012; Индия — 2013; Бразилия — 2014).